# Marco Sørensen
Marco L. Sørensen (Aalborg, 6 de setembro de 1990) é um automobilista dinamarquês. Ele fazia parte da Renault Driver Development. Ele competiu em séries como a Eurocopa de Fórmula Renault 2.0, ADAC Fórmula Masters e o Campeonato Britânico de Fórmula Ford. Em setembro de 2013, Sørensen realizou um teste de pneu no Circuito Paul Ricard com a equipe de Lotus F1 Team e transformou-se num dos pilotos de teste da equipe.
Em 2014, Sørensen modo-se para a GP2 Series, substituindo Tio Ellinas na equipe MP Motorsport nas corridas a partir de Silverstone. Nesse mesmo ano, ele conquistou sua primeira vitória na GP2, em Sóchi. Para a temporada de 2015, ele se juntou a Carlin, substituindo Felipe Nasr que havia se transferido para a Sauber para disputar a Fórmula 1. Essa foi sua primeira temporada completa na GP2.